# FK Inkaras Kaunas
El FK Inkaras Kaunas fue un equipo de fútbol de Lituania que jugó en la A Lyga, la liga de fútbol más importante del país.

## Historia
Fue fundado en el año 1937 en la ciudad de Kaunas, siendo uno de los equipos más exitosos del país, al acumular 7 títulos de liga, 5 de ellos durante la etapa soviética, 7 títulos de Copa, 6 de ellos durante la etapa soviética y 1 supercopa.
A nivel internacional participó en 6 torneos continentales, donde su mejor participación fue en la Copa Intertoto de 1999, en la que avanzó hasta la Segunda ronda.
El equipo desapareció en el año 2003, abandonando el torneo de esa temporada antes del inicio de la misma.

## Palmarés
- A Lyga: 7

1950, 1951, 1954, 1964, 1965, 1995, 1996
- Copa de Lituania: 7

1948, 1949, 1951, 1954, 1965, 1969, 1995
- - Finalista: 2

1996, 1997
- Supercopa de Lituania: 1

1995

## Participación en competiciones de la UEFA
- Copa UEFA: 3 apariciones

1996 - Ronda Preliminar
1997 - Primera ronda clasificatoria
1998 - Primera ronda clasificatoria
- Copa Intertoto: 2 apariciones

1997 - Primera ronda
1998 - Primera ronda
1999 - Segunda ronda

### Partidos en UEFA
| Temporada | Torneo         | Ronda                  | Club         | Casa | Visita | Global |
| --------- | -------------- | ---------------------- | ------------ | ---- | ------ | ------ |
| 1995/96   | Copa UEFA      | Preliminar             | Brøndby      | 0-3  | 0-3    | 0-6    |
| 1996/97   | Copa UEFA      | Ronda clasificatoria 1 | Slavia       | 1-1  | 3-4    | 4-5    |
| 1997/98   | Copa UEFA      | Ronda clasificatoria 1 | Boby Brno    | 3-1  | 1-6    | 4-7    |
| 1999      | Copa Intertoto | 1                      | Baki Fahlasi | 1-0  | 0-1    | 1-1    |
|           |                | 2                      | Werder       | 0-1  | 1-4    | 1-5    |

## Jugadores destacados
- Marius Žaliūkas
- Raimondas Žutautas